# 東海光学
東海光学株式会社（とうかいこうがく、英: TOKAI OPTICAL CO., LTD.）は、愛知県岡崎市に本社を置く眼鏡レンズ専門メーカー。

## 概要
1939年3月に創業した日本で唯一の眼鏡レンズ専門メーカーで国内シェアは16%。
近年では、コーティング部門から分かれた光機能事業部が光学薄膜製品の開発なども行っている。

## 沿革
- 1939年3月 - 古澤静が名古屋市中区向田町にて古澤レンズ工場創業[3]。
- 1957年11月 - 光陽光学株式会社が設立。同年12月松竹光学株式会社が設立。
- 1966年4月 - 光陽光学株式会社と松竹光学株式会社が合併。「東海光学株式会社」となる。
- 1990年5月 - 岡崎花園工業団地に新工場完成。
- 1996年3月 - ISO 9002認証を取得。
- 2000年10月 - ISO9001およびISO 14001認証を取得。
- 2001年2月 - 「アンゾフ・アウォード」優秀企業賞を受賞。
- 2003年3月 - 2002年度「モノづくりブランド NAGOYA」受賞企業。
- 2004年3月 - 愛知ブランド企業に認定される。
- 2009年4月 - 2009年元気なモノ作り中小企業300社に選定される。
- 2019年11月 - 真福寺町の光機能事業所に第2工場が完成予定。これにより生産力倍増を図る[4]。

## 事業所

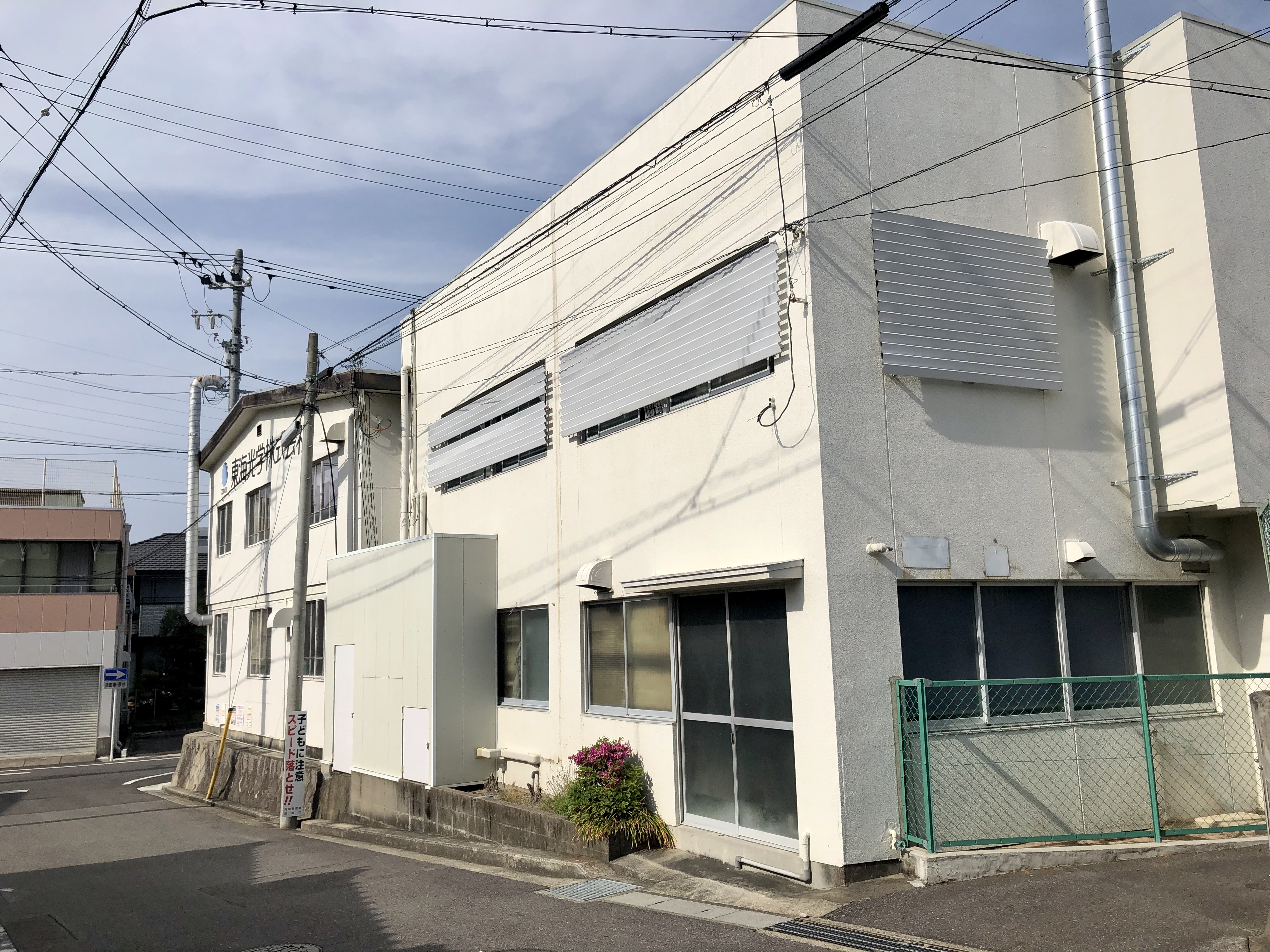
鴨田工場（岡崎市鴨田本町）

- 本社（愛知県岡崎市恵田町）
- 鴨田工場（愛知県岡崎市鴨田本町）
- 光機能事業所（愛知県岡崎市真福寺町）
- 岡崎顧客センター（愛知県岡崎市恵田町）
- 札幌営業所（北海道札幌市中央区）
- 仙台営業所（宮城県仙台市青葉区）
- 東京営業所（東京都千代田区）
- 大阪営業所（大阪府大阪市淀川区）
- 福岡営業所（福岡県福岡市博多区）

## テレビ番組
- 日経スペシャル ガイアの夜明け 脳科学が拓く未来～産業への応用と驚異のリハビリ治療～（2009年8月11日、テレビ東京）[5] - 設計に脳科学の最新技術を取り入れた遠近両用メガネレンズ『ベルーナ レゾナス』を取材。

## 関連会社
- 株式会社サンルックス
- TOKAI OPTECS N.V（ベルギー）
- 都愷光学貿易(上海)有限公司（中国）